# Shannon Lee
Shannon Emery Lee (Santa Mônica, 19 de abril de 1969) é uma atriz, cantora, empreendedora e artista marcial norte-americana. É filha do célebre ator e artista marcial Bruce Lee e da escritora Linda Emery e irmã do também ator Brandon Lee. Shannon tinha apenas quatro anos quando seu pai morreu. Atuou como cantora e atriz e hoje segue atuando na Bruce Lee Foundation.

## Biografia
Shannon nasceu em Los Angeles, Califórnia, sendo a segunda filha de Bruce e Linda (Emery) Lee, irmã de Brandon. Shannon e sua família viveram em Hong Kong, de 1971 a 1973, depois sua mãe voltou para os Estados Unidos assim que seu pai faleceu. Juntos, eles moraram em Seattle, Washington e Los Angeles. Shannon cresceu na área afluente da Rolling Hills, Califórnia.
Se formou na Chadwick School, em 1987. Shannon, em seguida, foi e estudar na Universidade Tulane, em Nova Orleans, onde estudou e formou-se em canto/atriz 1991. Ela voltou para Los Angeles em 1993, após a morte de seu irmão (Brandon Lee, durante as filmagens de “O Corvo”), para prosseguir atuando. Ela casou com o advogado Ian Keasler em 1994, e eles têm uma filha, Wren, que nasceu em 2003.

## Carreira
Shannon estreou no cinema atuando no filme que conta a vida de seu pai "Dragão: A História de Bruce Lee" em 1993. Ela passou a atuar em vários filmes de baixo orçamento, incluindo "High Voltage" (1997), "Enter the Eagles" (1998) and "Lessons for an Assassin" (2001). Ela também co-estrelou em um episódio da série televisiva "Martial Law" com Sammo Hung em 1998 e apareceu na série televisiva de ficção científica "Epoch" que foi a primeira a entrar no nar no canal "Sci Fi" em 2000. Ela também foi apresentadora da primeira temporada de "WMAC Masters" em 1995.
Atualmente ela é presidente da "Fundação Bruce Lee" (The Bruce Lee Foundation).
Ela também cantou com a banda "Medicine's" no álbum "The Mechanical Forces of Love" em 2003. Shannon também cantou a música "I'm in the Mood for Love" para o filme "China Strike Force" (2000), que foi estrelada por Lee Hom Wang e Aaron Kwok.
Ela é a produtora executiva da série de televisão "The Legend of Bruce Lee" (2008), baseada na vida de seu pai.

## Filmografia
Shannon não é muito conhecida porém fez alguns filmes:
- A Arena da Morte II - 1994;
- Dragão: A História de Bruce Lee - 1993;
- Enter The Eagles - 1996;
- High Voltage - 1997;
- And Now You`re Dead - 1998;
- Blade 1 - 1998;
- Epoch - 2000;
- Lessons For an Assassin - 2003